# Groß-Bieberau
Groß-Bieberau är en stad i Landkreis Darmstadt-Dieburg i Regierungsbezirk Darmstadt i förbundslandet Hessen i Tyskland.